# Aufklärungssatellit

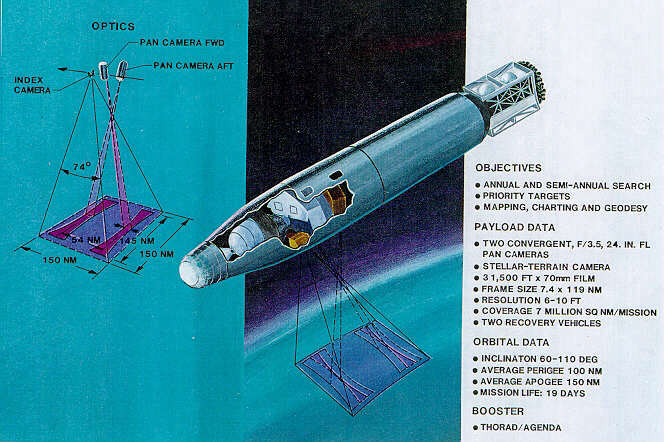
KH-4B Corona – optischer Aufklärungssatellit

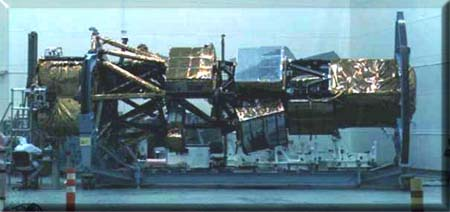
Vermutlich ein „Lacrosse“-Radar-Aufklärungssatellit im Bau

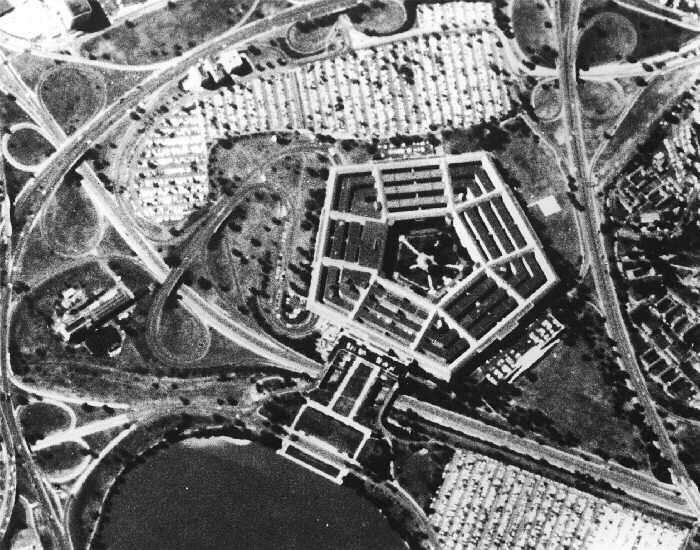
Aufnahme des Pentagon mittels des Satelliten Keyhole (1967)

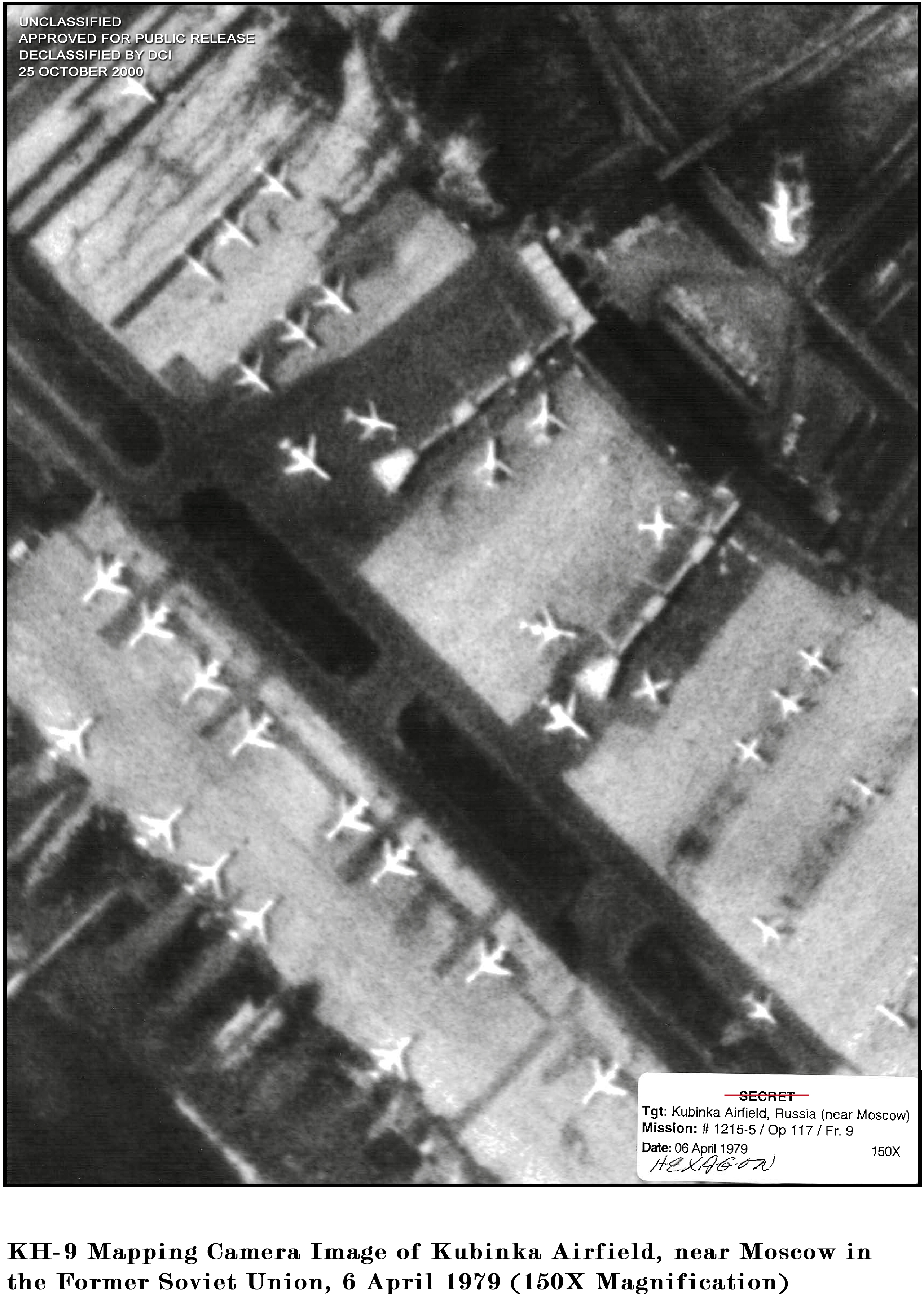
Flughafen Moskau-Domodedowo, aufgenommen vom Spionagesatelliten KH-9-Hexagon, 150fache Vergrößerung der Fotoaufnahme (1979)

Ein Aufklärungssatellit ist ein Satellit im Weltall, der mit hochauflösenden optischen Kameras, Radar oder anderer Sensorik ausgestattet ist, um die Erdoberfläche zu beobachten oder Kommunikation im Radiobereich mitzuhören.

## Zweck
Aufklärungssatelliten sind Erdbeobachtungssatelliten, die primär zu militärischen Zwecken verwendet werden. Die gewonnenen Bilder und Daten werden ausgewertet, um Informationen über die Streitkräfte fremder Staaten wie etwa Truppenbewegungen, Truppenstärke, Kampfhandlungen oder Ähnliches zu gewinnen. Außerdem lassen sich Naturkatastrophen und zivile Unglücke mithilfe dieser Satelliten beobachten.
Um eine möglichst hohe Auflösung des Zielgebietes zu erhalten, werden Aufklärungssatelliten zur Beobachtung in einen niederen Orbit abgesenkt und später wieder angehoben. Dieses Vorgehen ist sehr teuer und beschränkt die chemisch angetriebenen Satelliten stark in ihrer Lebensdauer. Es begründet jedoch in der Hauptsache den Qualitätsunterschied zu zivilen Erdbeobachtungssatelliten, deren Produkte teilweise auf dem freien Markt erhältlich sind.

## Auflösungsvermögen
Das Auflösungsvermögen eines Satelliten bezeichnet die Distanz zweier Punkte voneinander (in gegebenem Abstand vom Satelliten), bei der sie vom Satelliten gerade noch als getrennte Punkte erkannt werden können. Die Begrenzung der Auflösung beruht auf der Interferenz zwischen den von den einzelnen Punkten ausgehenden Lichtwellen. Auch wenn das Auflösungsvermögen militärischer Aufklärungssatelliten geheim gehalten wird, kann man zumindest einige Näherungswerte berechnen. Wichtigster Punkt ist der Öffnungs- oder Hauptspiegeldurchmesser, der sich unter anderem aus der Nutzlastverkleidung der Trägerrakete ableiten lässt. Durch die Diffraktion des Hauptspiegels der Optik ist die Auflösung physikalisch begrenzt. In den Jahren 1994 und 1995 gestartete US-amerikanische Aufklärungssatelliten verwenden dazu Parabolantennen mit 150 cm Durchmesser.
Die folgende Formel  berechnet das theoretisch mögliche Auflösungsvermögen der Satellitenoptik:
{\displaystyle \mathrm {Auf{}l{\ddot {o}}sung} =1{,}22\cdot \mathrm {Wellenl{\ddot {a}}nge} \cdot {\frac {\mathrm {Abstand} }{\mathrm {Durchmesser} }}}
Auflösungsberechnungen am Beispiel des  Satelliten KH-11
```
Wellenlänge des sichtbaren Lichts: 5,5 · 10
−5
 
cm.
Spiegeldurchmesser des KH-11 (nach Jeffrey Richelson): 234,0
 
cm

Perigäumshöhe
: ≈ 300
 
km = 3 · 10
7
 
cm.
→ 
Auflösung: 8,6
 
cm aus 300
 
km Höhe
```

Bei einem angenommenen Spiegeldurchmesser von 4 m (Annahme für gegenwärtig maximal mögliche Spiegeldurchmesser) liegt die Auflösung bei ca. 5 cm. Durch atmosphärische Störeffekte verschlechtert sich die Auflösung gegenüber dem berechneten Wert.
Störungen und weitere Begrenzungen ergaben und ergeben sich aus folgenden Parametern:
- Korngröße der Fotoemulsion im Zusammenhang mit der Belichtungszeit (früher) oder
- Pixelgröße, Belichtungszeit und damit verbunden das Rauschen elektronischer Bildsensoren (CMOS- bzw. CCD-Sensor) und
- atmosphärische Turbulenzen, Dunst und Wolken.

Obwohl längere Wellenlängen nach obiger Formel zu einer geringeren Auflösung führen, nutzt man das Nahe und Mittlere Infrarot, um atmosphärische Streuung zu verringern und um mittels Thermografie Wärmequellen zu finden. Das können Atomexplosionen, die Flammen von Raketenstarts, Fahrzeuge oder auch im Boden verborgene, Wärme entwickelnde Anlagen sein.
Auch Radaraufnahmen der Erdoberfläche werden seit mindestens 1978 zur militärischen Aufklärung genutzt. Damit hergestellte dreidimensionale Profile der Erdoberfläche und deren Veränderung bzw. Vermessung mit Auflösungen im Millimeterbereich geben Aufschluss über unterirdische Vorgänge. So konnte ein unterirdischer Atomtest Nordkoreas vom 3. September 2017 im Nachhinein anhand der mit den Radar-Satelliten TerraSAR-X und ALOS-2 beobachteten Geländeveränderungen analysiert werden: ein nahegelegener Berg war breiter und um 0,5 m (20 Zoll) niedriger geworden.

## Übersicht

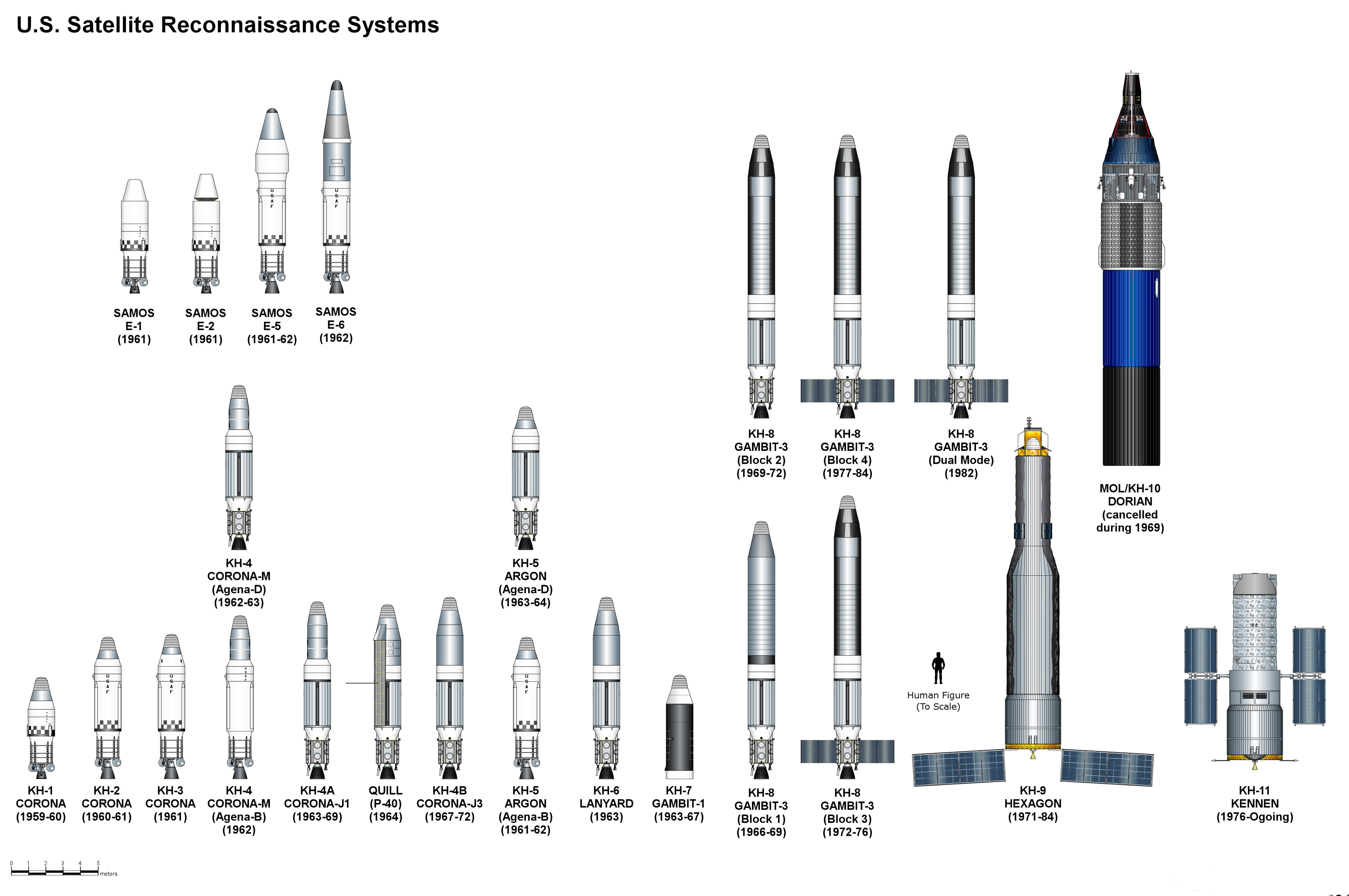
US-Spionagesatellitentypen seit 1959

| Name                             | Land        | Sensorik                                               |
| -------------------------------- | ----------- | ------------------------------------------------------ |
| Lacrosse                         | USA         | Radar (Funk)                                           |
| SAR-Lupe                         | Deutschland | Radar                                                  |
| Helios 1 und 2                   | Frankreich  | optisch (sichtbare und Wärmestrahlung)                 |
| Keyhole (KH)                     | USA         | optisch                                                |
| Ofeq 3, 4, 5 und 6               | Israel      | optisch (sichtbar und UV-Strahlung)                    |
| ORS-1                            | USA         | optisch (Wärme)                                        |
| Vela                             | USA         | EM-Strahlung (Gamma-, Röntgen- und Neutronenstrahlung) |
| IGS                              | Japan       | optisch und Radar                                      |
| KOMPSAT-3, KOMPSAT-3A, KOMPSAT-5 | Südkorea    | optisch und Radar                                      |
| RORSAT                           | Sowjetunion | Radar                                                  |